# Nothofagus betuloides
Nothofagus betuloides är en tvåhjärtbladig växtart som först beskrevs av Charles-François Brisseau de Mirbel, och fick sitt nu gällande namn av Oerst.. Nothofagus betuloides ingår i släktet Nothofagus och familjen Nothofagaceae. Inga underarter finns listade i Catalogue of Life.
Arten förekommer i södra Argentina och södra Chile. Till exempel i Eldslandet. Enstaka exemplar kan i bergstrakter hittas ovanför trädgränsen som i regionen ligger vid 900 meter över havet. I utbredningsområdet förekommer mycket regnfall. Nothofagus betuloides är vanligen utformad som ett träd som blir upp till 25 meter högt. Några exemplar kan bli 500 eller 600 år gamla. Trädet bildar ofta skogar tillsammans med Nothofagus pumilio. Undervegetationen utgörs vanligen av gräset Chusquea tenuiflora.
Skogsbruk påverkar beståndet i viss mån. Allmänt är Nothofagus betuloides inte sällsynt. IUCN listar arten som livskraftig (LC).

## Bildgalleri

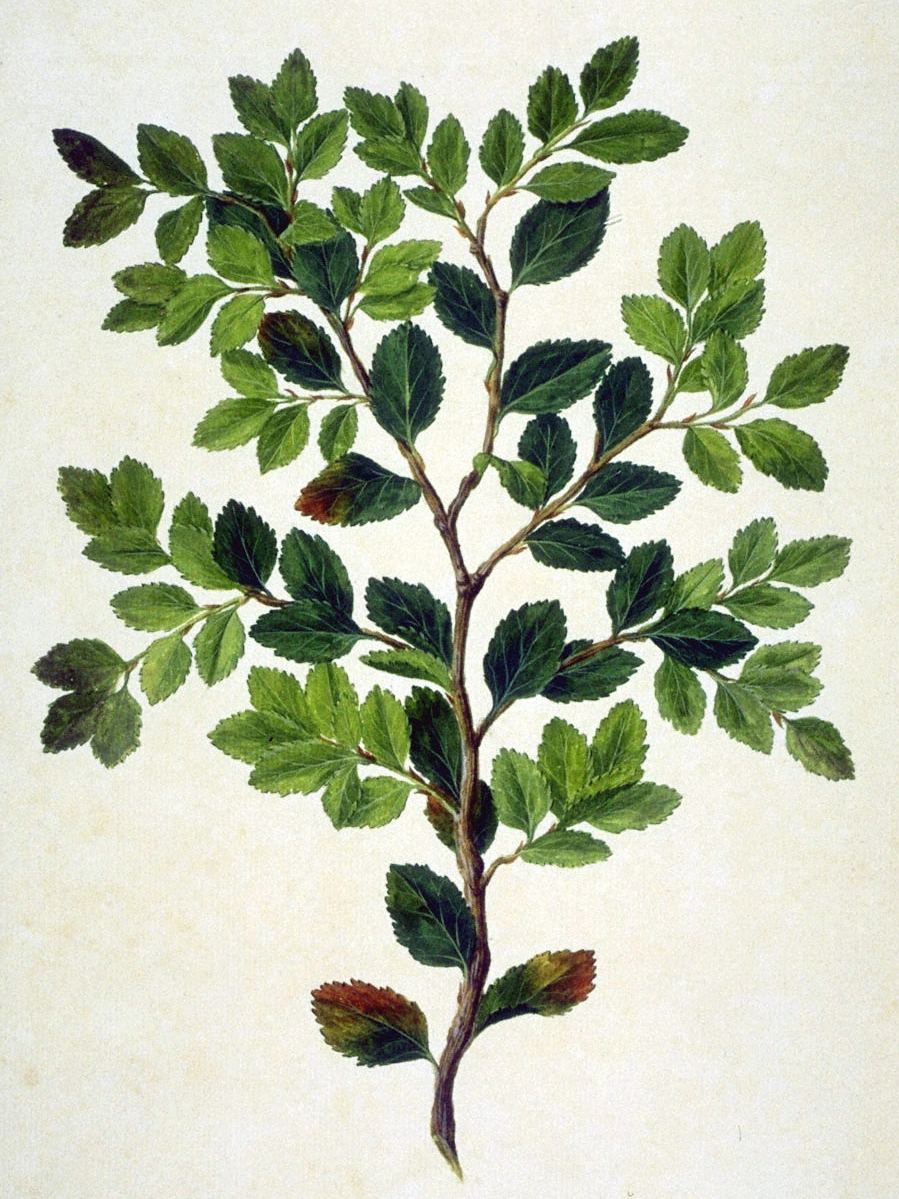